# Subityzowanie

Wraz ze wzrostem liczebności zbioru coraz trudniejsze staje się precyzyjne ocenienie jego liczebności bez zliczania jego elementów

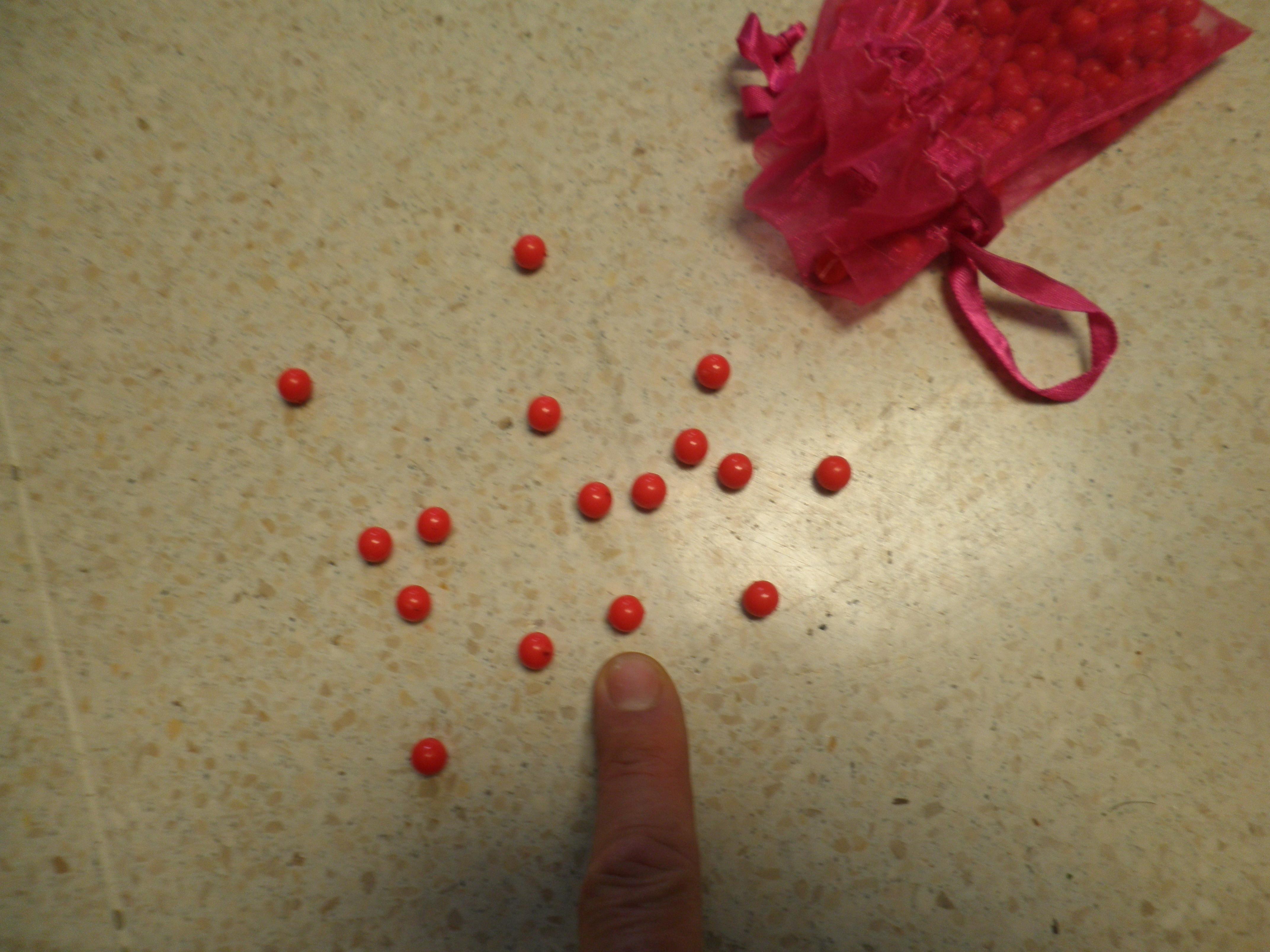
Dla zbiorów mających więcej niż 4 elementy przeciętny człowiek nie jest w stanie bez liczenia dokładnie ocenić ich liczebności

Subityzowanie (od łac. subito – nagle) – szybkie i bezwysiłkowe określanie liczebności zbiorów do 4 elementów, związane z niejęzykową i niearytmetyczną percepcją małych zbiorów. Terminu tego po raz pierwszy użyto w 1949 roku. Większość ludzi nie jest w stanie natychmiast („na pierwszy rzut oka”) precyzyjnie ocenić, czy w danym zbiorze jest np. 9, 10 czy 11 elementów, ale jest w stanie ocenić, czy są 2, 3, czy 4 elementy.

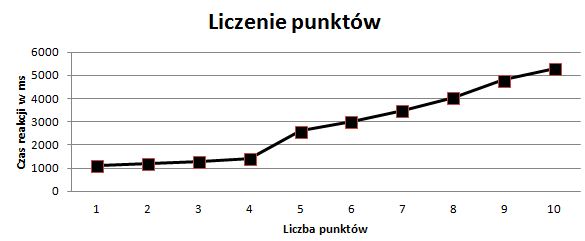
Na wykresie widać, że przy zbiorze pięcioelementowym czas reakcji potrzebny na określenie jego liczebności jest znacznie wyższy, niż przy zbiorze czteroelementowym, co potwierdza istnienie zjawiska subityzowania (za: K. Landerl, L. Kaufmann)

Subityzowanie jest prawdopodobnie umiejętnością przekazywaną genetycznie, występującą u człowieka już od urodzenia. W 1980 roku przeprowadzono eksperyment, w którym wykazano, że niemowlęta zwracają uwagę na zmianę liczebności zbiorów z 2 na 3 elementy lub na odwrót (niemowlęta dłużej przypatrywały się, gdy zbiór 2-elementowy został zastąpiony zbiorem 3-elementowym lub na odwrót, niż gdy zbiór 2 (lub 3)-elementowy zastąpiono innym zbiorem o tej samej liczebności). Natomiast podobnych efektów nie zaobserwowano przy zmianie bodźca wizualnego ze zbioru 4-elementowego na zbiór 6-elementowy. 
Subityzowanie wpłynęło również na rozwój liczebników w wielu różnych językach. Ponieważ naturalną, wrodzoną zdolnością człowieka jest określanie liczebności zbiorów do 4 elementów, to liczebniki od 1 do 4 w wielu językach mają wyraźnie inną strukturę, niż liczebniki od 5 wzwyż. Dla liczb większych od 4 potrzebna jest już umiejętność liczenia, ponieważ liczby te przekraczają percepcyjne możliwości człowieka. Określenia odpowiadające liczbom 1–4 jako podstawowe nośniki wartości semantycznych, odpowiadające cechom percepcyjnie uchwytnym, należą do leksyki podstawowej języka. Liczebniki od 5 w górę funkcjonowały na wyraźnie innych zasadach. Zatem najpierw w językach tworzyły się liczebniki odpowiadające liczbom od 1 do 4, a dopiero później zaczynały się pojawiać i kształtować liczebniki większe. W niektórych językach liczebniki powyżej 4 nie wykształciły się w ogóle (np. Nowa Gwinea, Amazonia): istnieją tam liczebniki od 1 do 4, a wszystkie liczby powyżej 4 są określane jako „dużo”. 
Podobną zdolność percepcji zbiorów maksymalnie czteroelementowych mogą mieć także niektóre zwierzęta – psycholog zwierząt Oskar Heinroth eksperymentalnie udowodnił, że czajka potrafi liczyć do czterech.